# كيت مكيلوري
كيت مكيلوري (بالإنجليزية: Kate McIlroy)‏ هي تريثلت نيوزيلندية، ولدت في 26 أغسطس 1981 في ويلينغتون في نيوزيلندا.

## وصلات خارجية
- كيت مكيلوري على موقع الاتحاد الدولي لألعاب القوى (الإنجليزية)
- كيت مكيلوري على موقع أرشيف الدراجات (الإنجليزية)
- كيت مكيلوري على موقع إحصائيات الدراجات الإحترافية (الإنجليزية)
- كيت مكيلوري على موقع CycleBase (الإنجليزية)
- كيت مكيلوري على موقع اتحاد الترياتلون الدولي (الإنجليزية)
- كيت مكيلوري على موقع IAT Triathlon Database (الإنجليزية)
- كيت مكيلوري على موقع رابطة إحصائيات سباق الطريق (الإنجليزية)
- كيت مكيلوري على موقع اللجنة الأولمبية الدولية (الإنجليزية)
- كيت مكيلوري على موقع أوليمبيديا (الإنجليزية)
- كيت مكيلوري على موقع اللجنة الأولمبية النيوزيلندية (الإنجليزية)